# Xã Thorpe, Quận Hubbard, Minnesota
Xã Thorpe (tiếng Anh: Thorpe Township) là một xã thuộc quận Hubbard, tiểu bang Minnesota, Hoa Kỳ. Năm 2010, dân số của xã này là 49 người.